# 陳一謙
陳一謙（1525年—？），字用豫，號文峰，廣西梧州府鬱林州人，民籍，明朝政治人物。

## 生平
嘉靖三十一年（1552年）壬子科廣西鄉試第十六名舉人。嘉靖三十五年（1556年）中式丙辰科會試第一百三十一名，三甲第五十三名進士。通政司观政，授浙江平湖县知县，三十八年升南京工部主事，致仕。

## 家族
曾祖陳鼒；祖父陳瓉；父陳懋，知縣。母全氏；繼母吳氏。弟一谟、一諫，俱生员。